# Municipio de Pilot (condado de Kankakee)
El municipio de Pilot (en inglés: Pilot Township) es un municipio ubicado en el condado de Kankakee en el estado estadounidense de Illinois. En el año 2010 tenía una población de 2086 habitantes y una densidad poblacional de 16,29 personas por km².

## Geografía
El municipio de Pilot se encuentra ubicado en las coordenadas 41°3′29″N 88°4′32″O / 41.05806, -88.07556. Según la Oficina del Censo de los Estados Unidos, el municipio tiene una superficie total de 128.04 km², de la cual 128.04 km² corresponden a tierra firme y (0%) 0 km² es agua.

## Demografía
Según el censo de 2010, había 2086 personas residiendo en el municipio de Pilot. La densidad de población era de 16,29 hab./km². De los 2086 habitantes, el municipio de Pilot estaba compuesto por el 97.89% blancos, el 0.34% eran afroamericanos, el 0.19% eran amerindios, el 0.19% eran asiáticos, el 0.05% eran isleños del Pacífico, el 0.29% eran de otras razas y el 1.05% pertenecían a dos o más razas. Del total de la población el 2.06% eran hispanos o latinos de cualquier raza.